# Balut (Vulkan)
Der Balut ist ein Vulkan, der eine eigene Insel erschaffen hat (auch bekannt unter dem Namen Sanguil), vor dem südlichsten Kap der philippinischen Insel Mindanao, dem Kap Sarangani. An der West- und Südwestflanke des Vulkans befinden sich einige Gebiete mit heißen Wasserquellen. Es bestehen keine wissenschaftlich gesicherten Informationen über Ausbrüche. Die Insel bildet eine Küstenlänge von 57 km und hat eine Landfläche von ca. 80 km². Auf Balut befinden sich die Sabung Hot Spring, die eine Wassertemperatur von 80 Grad Celsius erreichen. Die Nachbarinsel von Balut ist Sarangani, sie befindet sich zehn Kilometer nordöstlich des Baluts und drei Kilometer von der Küste entfernt. Zwischen beiden Inseln liegt Marorong Islet, eine kleine Insel mit einem kleinen Fort aus der vorkolonialen Ära.
Die Insel gehört zur Stadtgemeinde Sarangani in der Provinz Davao Occidental. Auf der Insel befinden sich der Barangay Gotamco und Lipol, diese hatten laut dem Zensus 2007 2698 Einwohner. Die beiden Inseln Balut und Sarangani waren in der spanischen Kolonialzeit auch bekannt unter den Namen Sanguil, Sangil, Sanguir oder Sanguiz, was zu einiger Verwirrung über den Ausgangspunkt der großen Vulkaneruption von 1641 führte, diese wurde letztendlich, nach wissenschaftlichen Nachforschungen, dem Vulkan Parker zugeschrieben.